# Moraska Góra
Moraska Góra – wzniesienie o wysokości 153,8 m n.p.m. na Pojezierzu Poznańskim, najwyższe wzniesienie na terenie Poznania. Jest kulminacją pasma wzgórz moreny czołowej stadiału poznańskiego.

## Charakterystyka
Znajduje się na terenie rezerwatu przyrody „Meteoryt Morasko”, ok. 5,4 km na zachód od Warty, w północnej części Poznania (Morasko). Zalesione wzniesienie osiąga wysokość względną 50–60 m. U stóp góry znajduje się staw Zimna Woda oraz zabytkowa aleja lipowa (ul. Meteorytowa).

## Turystyka
Przez szczyt przebiega pieszy  żółty szlak turystyczny nr 3685.

## Obiekty
Na południowym stoku góry zbudowano w latach 1978-88 żelbetowe zbiorniki retencyjne wody pitnej dla Poznania, służące wyrównaniu ciśnienia w sieci wodociągowej w okresach maksymalnego i minimalnego poboru. Dostarczana jest do nich woda z ujęcia koło Mosiny. Ich pojemność to 30 000 m³. Na terenie zajmowanym przez zbiorniki wodne w pierwszej dekadzie XXI wieku został postawiony maszt telekomunikacyjny o wysokości ok. 70 metrów. Maszt ten jest punktem orientacyjnym w terenie.
Na wschodnim stoku góry znajdują się pozostałości stanowiska radionamiernika FuSAn-733 Heinrich Peiler. Resztki wieży (jednego z elementów niemieckiego systemu kontroli lotów z czasów II wojny światowej). Obecnie trzy betonowe fundamenty ze stalowymi detalami.

## Galeria

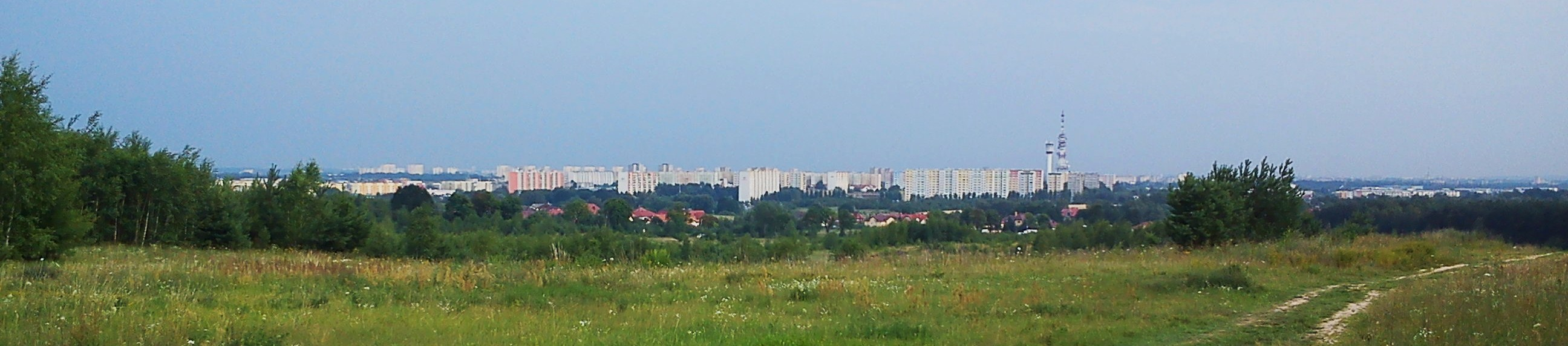
Panorama Poznania z Moraskiej Góry

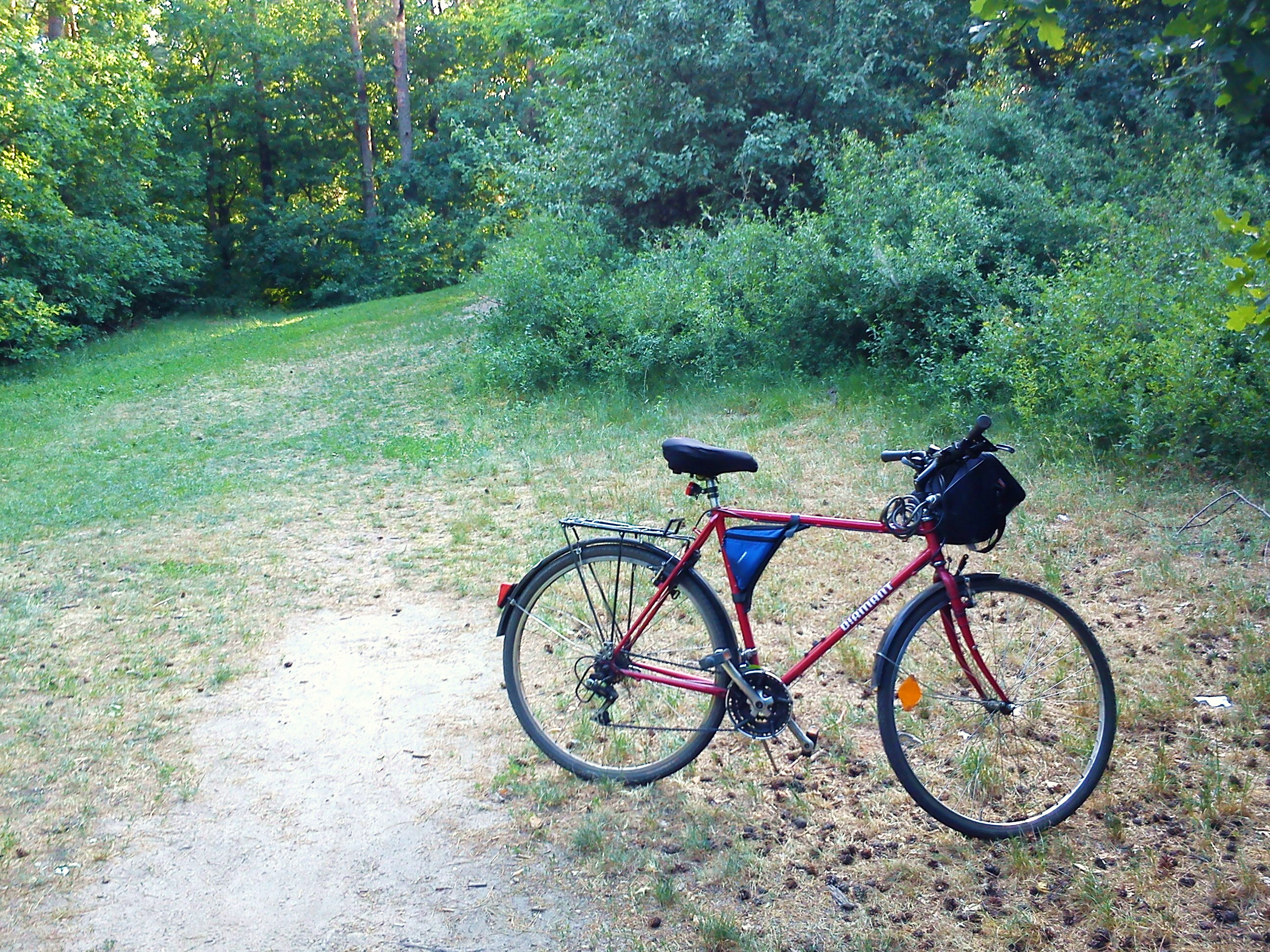
Polana szczytowa
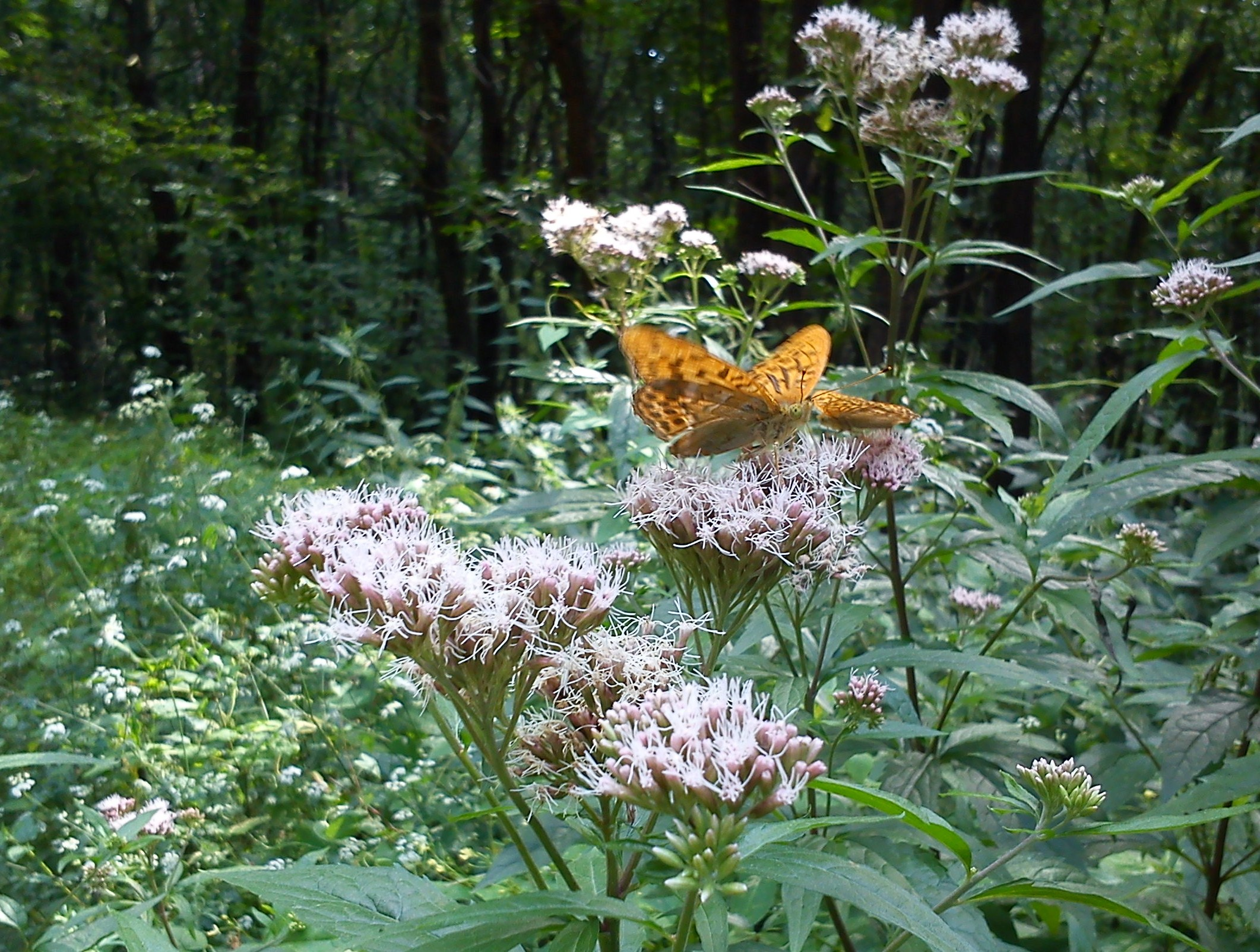
Dostojka malinowiec na sadźcu
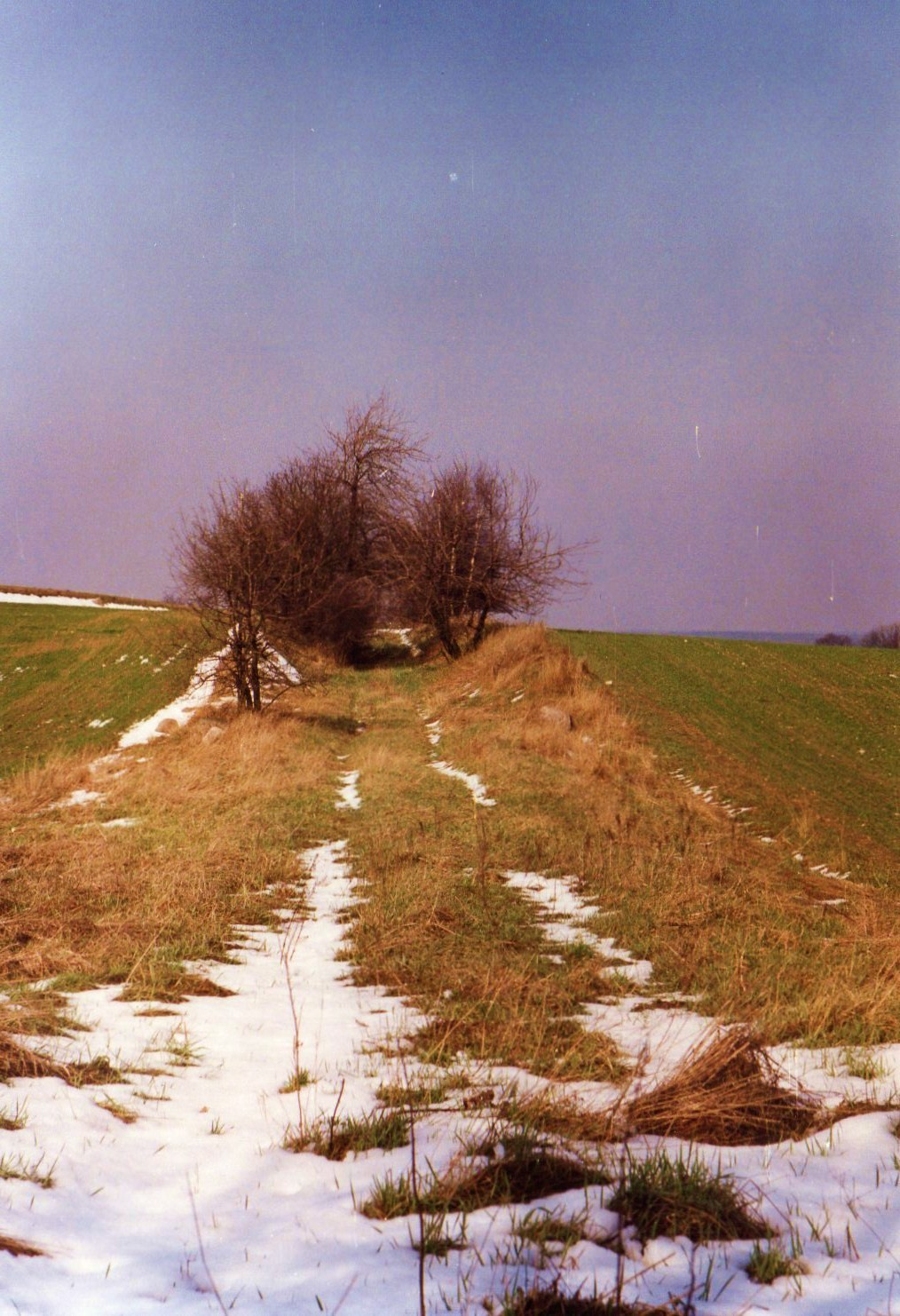
Przedwiośnie na wschodnim stoku
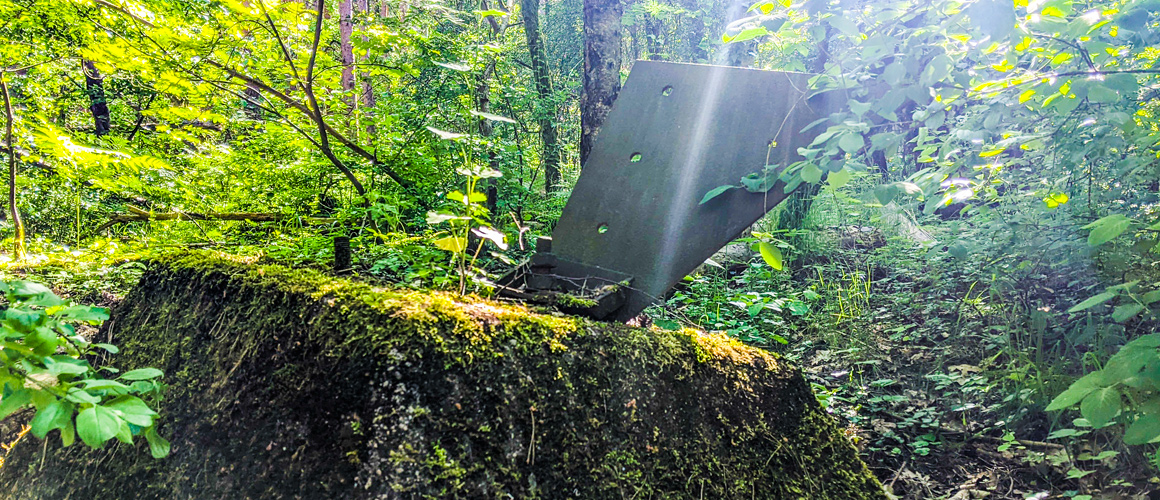
Stanowisko radionamiernika FuSAn-733